# Encodeur
 (septembre 2023).
Si vous disposez d'ouvrages ou d'articles de référence ou si vous connaissez des sites web de qualité traitant du thème abordé ici, merci de compléter l'article en donnant les références utiles à sa vérifiabilité et en les liant à la section « Notes et références ».

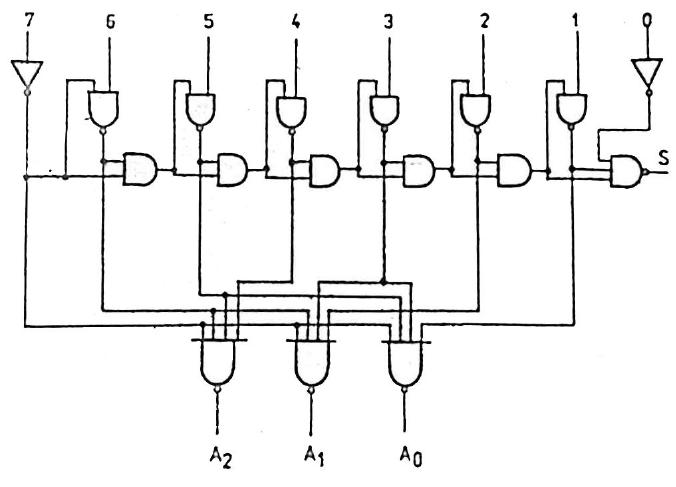
Encodeur prioritaire

Un encodeur est un composant matériel ou logiciel qui transforme une information en un code.

## Exemples
- Un encodeur audio/vidéo logiciel, aussi appelé codec, transforme les informations en données informatiques compressées.
- Un encodeur électromécanique[1], linéaire ou rotatif[2], génère un signal électrique selon la position ou le déplacement.